# Якуб Шульц
Якуб Шульц (англ. Jakub Schulz, 1846, Судова Вишня, Королівство Галичини та Володимирії, Австрійська імперія — червень 1915, Дрогобич, Королівство Галичини та Володимирії, Австро-Угорщина) — батько письменника та художника єврейського походження Бруно Шульца, власник крамниці з тканинами у Дрогобичі

## Життєпис
Якуб Шульц народився у 1846 році у галицькому містечку Судова Вишня до Мостиського повіту Перемиського округу Королівства Галичини та Володимирії Австрійської імперії, а сьогодні входить до Яворівського району Львівської області. Батько Шимон Шульц і мати Гінда Шульц були членами місцевої єврейської громади (кагалу).
Був одружений з Гендель-Генрієттою Кухмаркер (1851–23 квітня 1931), яка була восьмою дитиною у сім'ї Берла Беріша Кухмаркера (1808–1883) та Мальке Еттель Дістельман (1810–1888). Її родина походила з родини дрогобицьких торговців лісом та власників тартака.
У сім'ї Шульців було п'ятеро дітей: Ханна (1873–?), Ісаак (1875–1879), Ізидор (1881, Дрогобич – 1935, Львів), Гінда (1887–1890) і Бруно (1892–1942).
Якуб Шульц був власником крамниці з тканинами у Дрогобичі, яка знаходилась на пл. Ринок, 10.